# I. Oszorkon
I. Oszorkon az ókori egyiptomi XXII. dinasztia második uralkodója volt. I. e. 922 és 887 között uralkodott. I. Sesonk fáraó és főfelesége, Karomama királyné fia volt, apját követte a trónon, aki valószínűleg Izrael és Júdea ellen folytatott sikeres hadjárata (i. e. 923) után egy éven belül meghalt. 
Oszorkon hosszú uralkodása alatt Egyiptomot jólét jellemezte, számos templomépítkezés is zajlott. A fáraó legmagasabb ismert uralkodási éve a 33. év, ezt Nahtefmut múmiájának pólyáin találták; a múmia nyakában lévő menat stílusú nyakéken az Oszorkon Szehemheperré felirat állt. Ez a dátum csak I. Oszorkonra utalhat, mert a XXII. dinasztia uralkodói közül egészen II. Oszorkonig senki nem közelítette meg a 30 évnyi uralkodási időt. Az uralkodása idejére datálható további múmiapólyák közé tartozik három, a 11., 12. és 23. évre datált pólya Honszmaaheru múmiájáról, mely ma Berlinben található. Ezeken királynév nem szerepel, de csak Oszorkon idejére datálhatóak, mert a Honszmaaheru által viselt bőrcsíkokon megemlítik a királyt, és mert ebben az időben egyetlen más uralkodó sem érte el a 23 évnyi uralkodási időt – I. Sesonk sem, aki 22. éve elején halt meg.
Manethón Ægyptiaca című művében tizenöt évnyi uralkodási időt tulajdonít I. Oszorkonnak, de, mint azt Kenneth Kitchen megjegyzi, annak alapján, hogy említik második szed-ünnepét is, ez elírás lehet 35 év helyett.
Oszorkon uralkodása békés és eseménytelen volt, de fia és unokája, I. Takelot és II. Oszorkon már nehézségekbe ütköztek Théba és Felső-Egyiptom kormányzása terén, mert megjelent egy rivális uralkodó, Harsziésze. I. Oszorkon sírját nem találták meg.

## Utódai

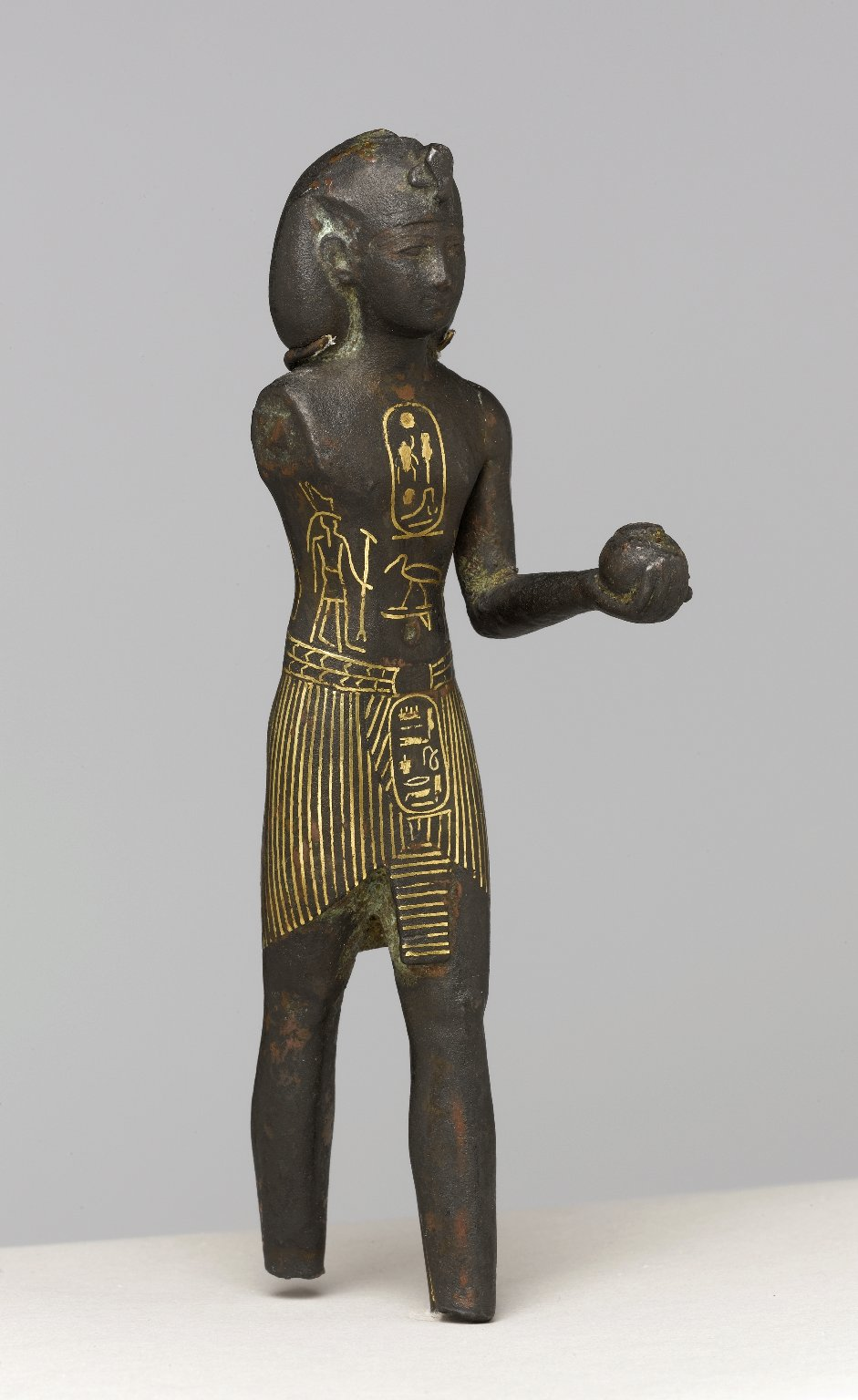
I. Oszorkon, i. e. 924–889 körül, Brooklyni Múzeum

Bár úgy tartják, hogy I. Oszorkont közvetlenül követte a trónon fia, I. Takelot, lehetséges, hogy egy másik uralkodó, II. Sesonk (Hekaheperré) rövid ideig hatalmon volt kettejük között, mivel Takelot egy mellékfeleség, Tasedhonszu fia volt. Oszorkon főfelesége Maatkaré volt, ő lehetett II. Sesonk anyja, de az is lehet, hogy II. Sesonk valójában I. Sesonk fia volt, mert utóbbi az egyetlen király, akit II. Sesonk érintetlenül megtalált taniszi sírjában említenek magán II. Sesonkon kívül. A sírban talált tárgyakon vagy I. Sesonk neve, a Hedzsheperré Sesonk áll (bár ennek olvasata nem bizonyos), vagy fáraóvá válása előtti címe, a Sesonk, a meswes törzs főnöke. Mivel Derry orvosszakértői vizsgálatainak alapján II. Sesonk az ötvenes éveiben járt halálakor, túlélhette a 35 évig uralkodó Oszorkont és a 13 évig uralkodó Takelotot, hogy pár évre trónra léphessen. Amellett, hogy mégis Oszorkon fia volt, az szól, hogy a korszak legtöbb királyát a nagyapja után nevezték el, nem az apja után.
Kenneth Kitchen azonosnak tartja II. Sesonkot a Sesonk nevű thébai Ámon-főpappal, és I. Oszorkon rövid életű társuralkodójának tartja, aki még apja előtt meghalt, Jürgen von Beckerath 1997-ben megjelent, Chronologie des Pharaonischen Ägypten című könyvében úgy tartja, II. Sesonk egyedül kormányzott Taniszban körülbelül két évig. Von Beckerath feltételezését alátámasztja az is, hogy II. Sesonk teljes ötelemű titulatúrát vett fel, külön uralkodói névvel (Hekaheperré), érintetlen taniszi sírjában pedig számtalan értékes tárgyat találtak, köztük ékköves nyakékeket és karpereceket, sólyomfejjel díszített ezüstkoporsót és aranymaszkot — olyan tárgyakat, amelyek igazi uralkodóra utalnak, nemcsak társuralkodóra –, emellett I. Oszorkon neve sem usébtiken, sem edényeken, sem ékszereken, sem semmi máson nem szerepel a sírban. Ez valószínűtlen lenne, amennyiben valóban I. Oszorkon fia lett volna, akit apja temetett el, ahogy Kitchen kronológiája feltételezi. Ezek a tények arra utalnak, II. Sesonk önállóan uralkodott, nem csak társuralkodóként.
Manethón szerint I. Oszorkon és egy bizonyos Takelóthisz között „3 király uralkodott 25 évig”. Ez vagy Manethón tévedése, vagy utalás II. Sesonk uralkodására, de az is lehet, hogy egy nemrégiben felfedezett, a XXII. dinasztia elejéhez tartozó uralkodóra, Tutheperrére utal, akinek létezését mostanra egy kőtömb is megerősíti a bubasztiszi nagy templomból, ahol I, és II. Oszorkont is ábrázolják.
Főfelesége, Maatkaré mellett még két felesége lehetett. Tasedhonszu volt I. Takelot anyja. Sepenszopdetet fia, Oszorkon tábornok, Herisef hérakleopoliszi főpapja sírjában, a hérakleopoliszi 2. sírban talált usébtiken említik királynéként. Oszorkon további gyermekei Iuwlot és III. Neszubanebdzsed, akik mindketten Ámon thébai főpapjai voltak.

## Név, titulatúra
A fáraók titulatúrájának magyarázatát és történetét lásd az Ötelemű titulatúra szócikkben.
| G5 |

| G5 |

| N5 | E2 | M3 · D40 | U6 |

| N5 | E2 | M3 · D40 | U6 |

| N5 | E2 | M3 · D40 | U6 |

| N5 | E2 | M3 · D40 | U6 |

| G5 |

| G5 |

| N5 | E2 | M3 · D40 | U6 |

| N5 | E2 | M3 · D40 | U6 |

| N5 | E2 | M3 · D40 | U6 |

| N5 | E2 | M3 · D40 | U6 |

| M23 | L2 |

| M23 | L2 |

| N5 | S42 | L1 | N5 · stp · n |

| N5 | S42 | L1 | N5 · stp · n |

| N5 | S42 | L1 | N5 · stp · n |

| N5 | S42 | L1 | N5 · stp · n |

| N5 | S42 | L1 | N5 · stp · n |

| N5 | S42 | L1 | N5 · stp · n |

| N5 | S42 | L1 | N5 · stp · n |

| N5 | S42 | L1 | N5 · stp · n |

| M23 | L2 |

| M23 | L2 |

| N5 | S42 | L1 | N5 · stp · n |

| N5 | S42 | L1 | N5 · stp · n |

| N5 | S42 | L1 | N5 · stp · n |

| N5 | S42 | L1 | N5 · stp · n |

| N5 | S42 | L1 | N5 · stp · n |

| N5 | S42 | L1 | N5 · stp · n |

| N5 | S42 | L1 | N5 · stp · n |

| N5 | S42 | L1 | N5 · stp · n |

| G39 | N5 | \| \| |
|     |    |       |

|  |

| G39 | N5 | \| \| |
|     |    |       |

|  |

| i | mn · n · N36 | V4 | Aa18 | M17 | D21 · N29 · N35 |

| i | mn · n · N36 | V4 | Aa18 | M17 | D21 · N29 · N35 |

| i | mn · n · N36 | V4 | Aa18 | M17 | D21 · N29 · N35 |

| i | mn · n · N36 | V4 | Aa18 | M17 | D21 · N29 · N35 |

| i | mn · n · N36 | V4 | Aa18 | M17 | D21 · N29 · N35 |

| i | mn · n · N36 | V4 | Aa18 | M17 | D21 · N29 · N35 |

| i | mn · n · N36 | V4 | Aa18 | M17 | D21 · N29 · N35 |

| i | mn · n · N36 | V4 | Aa18 | M17 | D21 · N29 · N35 |

| G39 | N5 | \| \| |
|     |    |       |

|  |

| G39 | N5 | \| \| |
|     |    |       |

|  |

| i | mn · n · N36 | V4 | Aa18 | M17 | D21 · N29 · N35 |

| i | mn · n · N36 | V4 | Aa18 | M17 | D21 · N29 · N35 |

| i | mn · n · N36 | V4 | Aa18 | M17 | D21 · N29 · N35 |

| i | mn · n · N36 | V4 | Aa18 | M17 | D21 · N29 · N35 |

| i | mn · n · N36 | V4 | Aa18 | M17 | D21 · N29 · N35 |

| i | mn · n · N36 | V4 | Aa18 | M17 | D21 · N29 · N35 |

| i | mn · n · N36 | V4 | Aa18 | M17 | D21 · N29 · N35 |

| i | mn · n · N36 | V4 | Aa18 | M17 | D21 · N29 · N35 |

## Fordítás
- Ez a szócikk részben vagy egészben  az   Osorkon I című angol Wikipédia-szócikk ezen változatának fordításán alapul.  Az eredeti cikk szerkesztőit annak laptörténete sorolja fel. Ez a jelzés csupán a megfogalmazás eredetét és a szerzői jogokat jelzi, nem szolgál a cikkben szereplő információk forrásmegjelöléseként.

## Külső hivatkozások
- Osorkon Dynasty at ancientworlds.net